# Dysmicohermes disjunctus
Dysmicohermes disjunctus is een insect uit de familie Corydalidae, die tot de orde grootvleugeligen (Megaloptera) behoort. De soort komt voor in het zuidwesten van Canada en het westen van de Verenigde Staten.